# Muara Bantan
Muara Bantan is een bestuurslaag in het regentschap Merangin van de provincie Jambi, Indonesië. Muara Bantan telt 569 inwoners (volkstelling 2010).